# Cueva de La Judía
Cueva de La Judía este o arie protejată (arie specială de conservare — SAC, sit de importanță comunitară — SCI) din Spania întinsă pe o suprafață de 194,16 ha, integral pe uscat.

## Localizare
Centrul sitului Cueva de La Judía este situat la coordonatele 39°43′16″N 2°08′49″W / 39.721°N 2.147°V.

## Înființare
Situl Cueva de La Judía a fost declarat sit de importanță comunitară în decembrie 1997 pentru a proteja 6 specii de animale. Situl a fost protejat și ca arie specială de conservare în mai 2015.

## Biodiversitate
Situată în ecoregiunea mediteraneană, aria protejată conține 5 habitate naturale: Păduri de pin mediteraneene cu pini mezogeni endemici, Lande oro-mediteraneene cu formațiuni endemice de grozamă, Peșteri inaccesibile publicului, Pseudostepă cu ierburi și specii anuale de Thero-Brachypodietea, Păduri de Quercus ilex și Quercus rotundifolia.
La baza desemnării sitului se află mai multe specii protejate de  mamifere (6): liliac cu aripi lungi (Miniopterus schreibersii), liliac cu urechi de șoarece (Myotis blythii), liliac comun (Myotis myotis), liliacul mediteranean cu potcoavă (Rhinolophus euryale), liliacul mare cu potcoavă (Rhinolophus ferrumequinum), liliacul cu potcoavă a lui méhely (Rhinolophus mehelyi).
Pe lângă speciile protejate, pe teritoriul sitului au mai fost identificate 1 specie de plante, 1 specie de mamifere.